# Fütyit elő
A Fütyit elő (Wieners Out) a South Park című amerikai animációs sorozat 271. része (a 20. évad 4. epizódja). Elsőként 2016. október 12-én sugározták az Egyesült Államokban. Magyarországon a magyar Comedy Central 2016. október 20-án mutatta be.
Az epizód továbbfolytatja a korábbi részek internetes trollkodással kapcsolatos történetszálát és az internetes anonimitást, emellett különféle társadalmi mozgalmakat figuráz ki, mint a "Black Lives Matter" vagy a "Szabad Mellbimbókat", melyek az epizód vetítésekor törtek előre.

## Cselekmény
|  | Alább a cselekmény részletei következnek! |

Egy dán narrátor foglalja össze történelmi kontextusba helyezve a dán nép küzdelmét a trollokkal szemben, közölve, hogy most az internetes trollokkal készülnek leszámolni. Ezalatt Gerald Broflovski teljesen pánikba van esve, mert valaki leleplezte Rihekopó42 identitását. Elmegy a híd alá találkozni a levél írójával, ahol egy hozzá hasonló troll, LucskosDildó várja. Elmondja neki, hogy a trollok életmódja nagy veszélyben van, mert a dánok támadást terveznek ellenük, ezért össze kell fogniuk - Gerald azonban közli, hogy ő nem troll és nem akar közösködni senkivel. Később kap Sheilától ajándékba egy új iPad-et, amitől kétségbeesik, és közli, hogy neki nincs szüksége rá. LucskosDildó ráadásul hazáig követi és a háza előtt várja, hogy jöjjön ki vele beszélni. Később elmegy egy függőknek szervezett gyűlésre, de azt memóbogyó-fogyasztóknak találták ki. Gerald este mégis elcseni az iPad-et és nekilát trollkodni az interneten. Sheila tettenéri, de nem meri neki bevallani, hogy trollkodik, hanem inkább azt hazudja, hogy pisipornót néz. Ezzel azonban csak azt éri el, hogy Sheila aznap este szex közben levizeli őt.
A fiúk az iskolában közben valahogy meg akarják békíteni a lányokat. Kyle azt javasolja, hogy menjenek el az esti meccsükre, hogy ezzel bizonyítsák: nem minden fiú egyforma és meg tudnak változni. Butters azonban agresszívan lép fel és közli, hogy mindez nem ér semmit, hiszen hiába próbálkoztak. Azt mondja, hogy elege van a bűntudatból, büszke arra, hogy ő egy férfi, és büszke a "kis fütyijére" is. Az esti meccs alatt Butters úgy kezd el demonstrálni, hogy letolja a nadrágját az amerikai himnusz alatt, és a példáját sokan követik. A lányok PC igazgatóhoz megy panaszra, aki közli, hogy nem tilthatja meg a fiúk kiállását, ha a lányoknak megengedte ugyanezt. Közben Kyle elmegy Cartmanhez és bocsánatot kér tőle. Cartman közli, hogy nincs miért, mert most boldog és Heidi Turnerrel jár. Kyle próbálja a segítségét kérni, hogy leállíthassák Butterst, de Cartman egyáltalán nem hajlandó segíteni, mert ő és Heidi "kiszálltak mindenből". Mindennek hatására Kyle is átgondolja a dolgokat, és nagy nyilvánosság előtt ő is letolja a nadrágját.
Később Gerald mégis hajlandó találkozni LucskosDildóval, aki mutat neki egy videót, amiben a dánok felfedik, hogy egy új berendezést építenek, amellyel lehetővé válik majd bármilyen trollkomment alapján visszakövetni a névtelenség mögé bújó troll igazi személyazonosságát és lakcímét. Amikor a riporter felteszi a cég alapítójának a kérdést, hogy nem aggályos, hogy ez bárki beazonosítását lehetővé teszi az interneten, kitérő választ ad. Gerald és LucskosDildó ezután egy titkos helyre mennek, ahol találkoznak a többi netes trollal.

## Fordítás
Ez a szócikk részben vagy egészben  a   Wieners Out című angol Wikipédia-szócikk ezen változatának fordításán alapul.  Az eredeti cikk szerkesztőit annak laptörténete sorolja fel. Ez a jelzés csupán a megfogalmazás eredetét és a szerzői jogokat jelzi, nem szolgál a cikkben szereplő információk forrásmegjelöléseként.